# 王世積
王 世積（おう せいせき、生年不詳 - 599年）は、中国の隋の軍人。本貫は闡熙郡新囶県。

## 経歴
北周の使持節・開府儀同三司の王雅の子として生まれた。王世積は容貌魁偉で、腰帯は10囲（5尺）におよび、風体は傑出していた。北周に仕えて軍功を挙げ、上儀同の位を受け、長子県公に封ぜられた。580年、楊堅が丞相となり、尉遅迥が乱を起こすと、王世積は韋孝寛の下で乱を討ち、功績により上大将軍の位を受けた。
581年、隋が建国されると、王世積は宜陽郡公に進んだ。高熲に才能を見出されて、親しく交際した。蘄州総管に任ぜられた。南朝陳に対する征戦において、王世積は水軍を率いて蘄水から九江におもむき、南朝陳の将軍の紀瑱と蘄口で戦って撃破した。晋王楊広が丹陽を平定した後、王世積は千金公権始璋を派遣して新蔡を取らせた。南朝陳の江州司馬の黄偲が城を棄てて逃亡すると、権始璋はその城に入り、王世積は後に続いた。南朝陳の豫章郡太守徐璒・廬陵郡太守蕭廉・尋陽郡太守陸仲容・巴山郡太守王誦・太原郡太守馬頲・斉昌郡太守黄正始・安成郡太守任瓘らや、鄱陽郡・臨川郡の守将らは、そろって王世積に降った。功績により位は柱国・荊州総管に進んだ。597年、桂州の李光仕が乱を起こすと、王世積は行軍総管として乱を平定した。凱旋すると、位は上柱国に進んだ。
598年、高句麗遠征の軍が起こされると、王世積は漢王楊諒とともに行軍元帥となり、柳城に到着したが、疫病にかかって帰還した。涼州総管に任ぜられた。皇甫孝諧が罪に落ちたとき、王世積はかばおうとしなかったため、恨みを受けた。599年、皇甫孝諧は王世積が叛乱を企んでいると告発し、それが認められて、王世積は処刑された。

## 伝記資料
- 『隋書』巻四十 列伝第五
- 『北史』巻六十八 列伝第五十六